# Cinderella's Twin
Cinderella's Twin è un film muto del 1920 diretto da Dallas M. Fitzgerald. La sceneggiatura di Luther Reed si ispira alla fiaba Cendrillon ou la petite pantoufle de verre di Charles Perrault.

## Trama
Connie è una sguattera che sogna una vita migliore. Un giorno vede quello che per lei è il principe azzurro, il bel Prentice Blue. L'unico bene di Prentice, però, è la sua posizione sociale. 

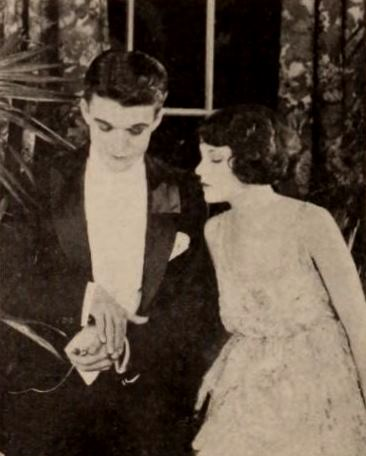
Wallace MacDonald e Viola Dana

Nathaniel Flint, un nuovo ricco che vuole accasare la figlia Helen con un appartenente all'alta società, individua Prentice come marito ideale della ragazza. Per lei, organizza un gran ballo. Il ricevimento desta l'attenzione dei Du Geen, una banda di rapinatori. I ladri, che intendono svuotare la cassaforte di Flint, si servono dell'inconsapevole Connie che, vestita come una principessa, potrà intervenire alla festa. L'apparizione di Connie colpisce Prentice che resta conquistato dalla ragazza. Quando abbandona il ballo, Connie perde incidentalmente una delle scarpette che, senza che lei lo sappia, nasconde la chiave della cassaforte di Flint che i Du Gen hanno rapinato. La polizia sospetta che il colpevole sia Prentice ma Connie, resasi conto di quello che è successo, racconta tutto ai poliziotti, dimostrando l'innocenza di Prentice e incriminando, invece, i veri ladri. Ora lei e il suo principe azzurro potranno convolare a giuste nozze, affrontando insieme un felice futuro.

## Produzione
Il film fu prodotto dalla Metro Pictures Corporation.

## Distribuzione
Il copyright del film, richiesto dalla Metro Pictures Corp., fu registrato il 13 gennaio 1931 con il numero LP16022. Distribuito dalla Metro Pictures Corporation, il film uscì nelle sale cinematografiche statunitensi il 27 dicembre 1920. L'Universum Film (UFA) lo distribuì in Germania nel maggio 1923 con il titolo Die Rache der Tänzerin.